# 胡品清
胡品清（1921年11月14日—2006年9月30日），浙江紹興人，國立浙江大學英文系畢業，後留學法國巴黎大學。曾任中國文化大學法文系所主任，用中文、英文、法文寫作。她寫詩、寫散文、寫短篇、也寫文學評論，著有散文集《不碎的雕像》、《玫瑰雨》及譯著《怯寒的愛神》、《法蘭西詩選》等四十多種。

## 生平
- 1921年,出生浙江紹興縣。
- 1943年,畢業於浙江大學英文系，後至法國巴黎大學現代文學研究。
- 1963年，在台灣定居的她，是台灣文壇的著名女詩人、女作家及英法文學翻譯家，另外，她也長期任教於台北文化大學。
- 1965年，九月第一本詩集《人造花》出版。
- 1966年，出版《李清照評傳》。
- 1973年，八月首本散文集《胡品清散文選》出版。
- 1975年，元月出版短篇小說集 《胡品清自選集》。
- 1978年，翻譯法國作家福樓拜小說《波法利夫人》出版。
- 2006年，9月30日凌晨5時15分，因甲狀腺多發性結節併發肺炎，病逝於台北新光醫院，享年85歲

## 作品
作品有：《現代文學散論》、《西洋文學研究》、《希臘的藝術》、《波斯的藝術》、《西文化之比較》等理論文學著作。除此，她益擅長譯作，其遺作有《法譯中國古詩選》、《法澤中國新詩選》、《巴黎的憂鬱》、《法蘭西詩選》、《愛的變奏曲──法國歷代情詩選》、《恨與愛》、《聖女之歌》等。

### 詩集
- 《胡品清譯詩及新詩選》，臺北：中國文化研究所，1962年12月
- 《人造花》，臺北：文星書店，1965年9月
- 《玻璃人》，臺中：學人文化公司，1978年9月
- 《另一種夏娃》，臺北：中國文化大學出版部，1984年12月
- 《冷香》，臺北：漢藝色研文化公司，1987年2月
- 《薔薇田》，臺北：華欣文化中心，1991年3月
- 《最後的愛神木》，臺北：秀威資訊科技公司，2002年11月

### 散文
- 《胡品清散文選》，臺北：華岡出版社，1973年8月
- 《水晶球》，臺北：水芙蓉出版社，1977年12月
- 《讀書集》，臺北：大漢出版社，1977年
- 《彩色音符》，臺北：九歌出版社，1979年7月
- 《不碎的雕像》，臺北：九歌出版社，1980年7月
- 《斜陽裡的獨白》，臺北：水芙蓉出版社，1980年9月
- 《畫雲的女人》，臺北：彩虹出版社，1981年10月
- 《不投郵的書簡》，臺北：采風出版社，1982年1月
- 《隱形的港灣》，臺北：華欣文化中心，1983年1月
- 《金色浮雕》，臺北：文化大學出版社，1983年5月
- 《慕情》，臺北：文經出版社，1984年12月
- 《玫瑰雨》，臺北：文經出版社，1986年7月
- 《藏音屋手記》，臺北：合森文化公司，1990年1月
- 《今日情懷》，臺北：合森文化公司，1991年1月
- 《花牆》，臺北：漢藝色研文化公司，1991年7月
- 《今日情懷》，北京：群眾出版社，1995年1月
- 《細草》，臺北：華欣文化中心，1996年6月
- 《萬花筒》，臺北：未來書城公司 2002年8月
- 《香水樓手記》，臺北：秀威資訊科技公司 2003年2月
- 《砍不倒月桂》，臺北：九歌出版社 2006年10月

### 小說
- 《胡品清自選集》(短篇小說集)，臺北：黎明文化公司，1975年1月

### 論述
- 《現代文學散論》，臺北：文星書店，1964年7月 論述
- 《法國文學簡史》，臺北：中國文化學院法國研究所，1965年
- 《李清照評傳─Li Ching-Chao》，臺北：Twayne Publishers，1966年
- 《西洋文學研究》，臺北：臺灣商務印書館，1966年8月
- 《中國文學及語言─Chinese Literature and language 》，臺北：華岡出版社，1980年
- 《「惡之花」評析》，臺北：中國文化大學出版部，1981年8月
- 《法國文壇之「新」貌》，臺北：華欣文化中心，1984年1月
- 《漫談中國古典詩詞─Random talks on classical Chinese poe》，臺北：長松文化公司，1990年10月
- 《文學漫步》，臺北：中央圖書出版社，1995年
- 《迷你法國文學史》，臺北：桂冠圖書公司 2000年7月

### 合集
- 《夢的船》，臺北：皇冠出版社，1967年1月 合集
- 《夢幻組曲》，臺北：水牛出版社，1967年9月 合集
- 《晚開的歐薄荷》，臺北：水牛出版社，1968年5月 合集
- 《芒花球》，臺北：水牛出版社，1969年5月 合集
- 《最後一曲圓舞》，臺北：水牛出版社，1968年8月 合集
- 《仙人掌》，臺北：三民書局，1970年11月
- 《水仙的獨白》，臺北：三民書局，1972年9月
- 《芭琪的雕像》，臺北：三民書局，1974年3月
- 《歐菲麗亞的日記》，臺北：水芙蓉出版社，1975年3月
- 《夢之花》，臺北：水芙蓉出版社，1975年10月

### 法文
- 《簡明法文文法》，臺北：中國文化學院出版部，1964年
- 《中法句型比較研究》，臺北：志一出版社，1994年9月
- 《淺近法文─文評範本》，臺北：中央圖書出版社，1995年
- 《文學論文初步》，臺北：志一出版社，1996年9月
- 《中法互譯範本及解析》，臺北：志一出版社，1997年10月
- 《法文書寫雙語範本及解析》，臺北：志一出版社，1998年2月
- 《法國文學賞析》，臺北：書林出版公司，1998年8月
- 《法語學習第一輯》，臺北：志一出版社，1999年2月
- 《生活法語入門》，臺北：志一出版社，1999年4月
- 《常用法文片語及習慣語》，臺北：志一出版社，1999年9月
- 《法文秘笈》，臺北：志一出版社 2000年9月
- 《分類法文會話模式》，臺北：天肯文化出版 2000年3月
- 《這句法文怎麼說，中文怎麼說─只要開口說話就用得到》，臺北：志一出版社 2000年11月
- 《法文基礎會話句型》，臺北：志一出版社 2001年8月
- 《一句話，法文怎麼說，怎麼寫》，臺北：志一出版社 2002年8月
- 《你臨時需要的一句話》，臺北：志一出版社 2003年1月
- 《四用法文》，臺北：志一出版社 2003年7月
- 《法漢慣用語辭典》，臺北：志一出版社 2004年8月
- 《漢法翻譯寫作會話辭典》，臺北：志一出版社 2005年7月
- 《最新漢法綜合辭典》，臺北：志一出版社 2007年3月

### 翻譯

#### 外譯中
- 《做人的慾望》胡品清譯，臺北：文星出版，1965年[1]
- 《寂寞的心靈》摩里亞克撰，胡品清譯，臺北：幼獅出版，1969年[2]
- 《秋之奏鳴曲》華里茵克郎撰，胡品清譯，臺北：水牛出版，1971年[3]
- 《巴黎的憂鬱》波特萊爾撰，胡品清譯，臺北：志文出版，1973年[4]
- 《法蘭西詩選》波特萊爾等撰，胡品清譯，臺北：桂冠出版，1976年
- 《她的坎坷》葛林撰，胡品清譯，臺北：大漢出版，1977年[5]
- 《波法利夫人》福樓貝撰，胡品清譯，臺北：志文出版，1978年[6]
- 《往事如煙》凱瑟琳.曼絲菲爾德著撰，胡品清譯，臺北：水芙蓉出版，1979年[7]
- 《法國當代短篇小說選》胡品清譯，臺北：中國文化學院出版，1980年
- 《二重奏》葛蕾德撰，胡品清譯，臺北：志文出版，1980年[8]
- 《心靈守護者》莎岡撰，胡品清譯，臺北：志文出版，1980年[9]
- 《廣告女郎》馬赫索著，胡品清譯，臺北：水牛出版，1980年[10]
- 《世界短篇名著選譯》胡品清譯，臺北：水牛出版，1981年[11]
- 《邂逅》薇慕韓，胡品清譯，臺北：黎明文化出版，1984年[12]
- 《中西文化之比較》羅素著，胡品清譯，臺北：水牛出版，1984年[13]
- 《丁香花:近代法國名家「新」小說選》胡品清譯，臺北：楓葉出版，1985年
- 《帶著我最美的回憶》莎岡撰，胡品清譯，臺北：合森出版，1989年[9]
- 《兩億五千萬童子軍》那吉撰，胡品清譯，臺北：幼獅文化出版，1989年[14]
- 《我的小托》安德赫.李希騰貝格撰，胡品清譯，臺北：漢藝色研出版，1989年[15]
- 《星期三的紫羅蘭》(小說集)，胡品清譯，臺北：漢藝色研出版，1991年
- 《夜間飛行》安瑞.德.聖德修佰里著，胡品清譯，臺北：水牛出版，1991年[16]
- 《兄與弟》莫泊桑著，胡品清譯，臺北永和：天肯文化出版，1998年[17]
- 《怯寒的愛神》莎岡撰，胡品清譯，臺北：九歌出版，2000年[18]

#### 中譯法
- 《中國古詩選 La poesie Chinoise ancienne》，胡品清法譯，臺北：中央圖書出版，1992年
- 《落花:中英法三語唐詩36首=The falling flowers=Les fleurs tombantes》，胡品清法譯，臺中龍井：洛華國際文教出版，2005年
- 《唐詩三百首=Trois cents poemes des Tang》，胡品清法譯，北京：北京大學出版社，2006年8月

## 傳述
- 《胡品清自傳[錄影]》，王璞拍攝，1998年

## 研究
- 《胡品清散文研究》，陳素靜 碩士論文-銘傳大學應用中國文學系碩士在職專班，2009年
- 《胡品清散文研究》，卓芸貞，碩士論文-國立嘉義大學中國文學系(研究所)，2010年
- 《胡品清散文研究》，馮祺雅，碩士論文-臺北市立教育大學中國語文學系語文教學碩士學位班，2010年
- 《胡品清-法語圖書在臺灣資料庫[電子]》，法國在台協會，法國在台協會, 2015年

## 獲獎
曾榮獲法國文化傳播部頒贈學術騎士勳章及一級文藝勛章。